# Love Is Like an Itching in My Heart
Love Is Like an Itching in My Heart è un singolo del gruppo femminile statunitense The Supremes, pubblicato nel 1966 dalla Motown.
Il brano, inserito nell'album The Supremes A' Go-Go, è stato scritto dal trio Holland-Dozier-Holland.

## Tracce
- 7"

1. Love Is Like an Itching in My Heart
2. He's All I Got

## Formazione
- Diana Ross - voce
- Florence Ballard - cori
- Mary Wilson - cori
- The Funk Brothers - strumenti